# Ouija: Origin of Evil
Ouija: Origin of Evil (PRT/BRA: Ouija: Origem do mal) é um filme norte-americano de terror dirigido por Mike Flanagan e coescrito por Flanagan e Jeff Howard. É uma prequela do filme Ouija de 2014, tem um elenco totalmente diferente do primeiro filme, sendo estrelado por Elizabeth Reaser, Lulu Wilson, Annalise Basso, Henry Thomas, Parker Mack, Kate Siegel e Alexis G. Zall. O filme estreou no dia 21 de outubro de 2016 pela Universal Pictures. 
Ouija: Origin of Evil foi lançado nos Estados Unidos em 21 de outubro de 2016. O filme arrecadou mais de US $ 81 milhões em todo o mundo e recebeu críticas positivas, com muitos elogiando-o como uma melhoria significativa em relação ao seu antecessor.

## Sinopse
Doris (Lulu Wilson) é uma garotinha solitária e pouco popular na escola. Sua mãe (Elizabeth Reaser) é especialista em aplicar golpes em clientes, fingindo se comunicar com espíritos. Mas quando ela decide usar o tabuleiro Ouija para se comunicar com seu falecido pai, acaba liberando uma série de espíritos que se apoderam de seu corpo e ameaçam todos ao seu redor.

## Elenco
- Elizabeth Reaser como Alice Zander

- Annalise Basso como Paulina "Lina" Zander
  - Lin Shaye como Paulina Zader (idosa)

- Lulu Wilson como Doris Zander

- Henry Thomas como Padre Tom Hogan

- Parker Mack

- Sam Anderson

- Kate Siegel

- Doug Jones

- Alexis G. Zall

- Ele Keats

- Nicholas Keenan como Walter

## Produção
Em janeiro de 2015, relatos de uma sequência foram anunciados. Em fevereiro de 2015, Jason Blum confirmou que o filme estava em desenvolvimento e não tinha data de lançamento. Mike Flanagan vai dirigir e coescrever a sequência juntamente com Jeff Howard com quem coescreveu Oculus. O filme é produzido por Michael Bay, Bradley Fuller, Andrew Form, Jason Blum, Brian Goldner, e Stephen Davis. Annalise Basso foi escalada para estrelar a sequência. Em 17 de setembro de 2015, Elizabeth Reaser se juntou ao elenco do filme. Em 18 de setembro de 2015, Henry Thomas e Lulu Wilson assinaram o contrato para estrelar o filme. em 21 de setembro de 2015, foi anunciado que no elenco iriam ser incluídos os atores Parker Mack, Sam Anderson, Kate Siegel, e Doug Jones.
A fotografia principal do filme começou em 9 de setembro de 2015 e terminou em 21 de outubro de 2015. A pós-produção do filme começou em 31 de outubro de 2015.

## Lançamento
o filme foi lançado em 21 de outubro de 2016

### Bilheteria
Ouija: Origin of Evil arrecadou US $ 35,1 milhões na América do Norte e US $ 46,6 milhões em outros territórios, num total mundial de US $ 81,7 milhões, contra um orçamento de US $ 12 milhões.
O filme estreou ao lado de Boo! Um Madea Halloween , Keeping Up with the Joneses e Jack Reacher: Never Go Back , e arrecadou cerca de US $ 15 milhões em cerca de 3.168 cinemas em seu primeiro fim de semana.  Acabou arrecadando US $ 14,1 milhões (em comparação com a estréia de US $ 19,9 do antecessor), terminando em terceiro nas bilheterias.

### Resposta Crítica
De acordo com o site Rotten Tomatoes , 83% dos críticos pesquisados deram ao filme uma crítica positiva baseado em 120 comentários, com uma classificação média de 6,38 / 10, tornando-se um dos filmes de maior aclamação até hoje produzidos por Hasbro Estúdios .O consenso dos críticos do site diz: " Ouija: Origin of Evil desvia inesperadamente a plaqueta de sua franquia para YES com um acompanhamento surpreendentemente assustador e dramaticamente satisfatório de seu antecessor sem brilho". No Metacritic, que atribui e normaliza dezenas de críticas, o filme mantém uma pontuação média ponderada de 65 em 100 com base em 26 críticos, indicando "críticas geralmente favoráveis". As audiências consultadas pelo AdoroCinema deram ao filme uma nota média de 3,3/4 estrelas ganhando um certificado de "legal".
Katie Rife, do The AV Club, deu ao filme um B e escreveu que, comparado ao seu antecessor "É melhor, porém, de todas as formas possíveis, do elenco à história e à atmosfera". Odie Henderson, do RogerEbert.com, deu ao filme três estrelas e o chamou de "uma receita de filme de terror superestimado, com uma pitada de O Exorcista e uma pitada de Ghost entre seus ingredientes saborosos". Adam Dileo, da IGN, disse que " Ouija: Origem do Mal pode ser apenas o participante mais recente dessa pequena categoria de sequências e prequelas que conseguem melhorar seus antecessores de todas as formas".